# Брюс, Эдуард
Эдуард Брюс (гэльск. Edubard a Briuis, старофр. Edward de Brus, англ. Edward Bruce, современный гэльский язык Eideard или Iomhair Bruis; ок. 1275 — 14 октября 1318) — последний верховный король Ирландии (c 1316), участник войны за независимость Шотландии. Младший брат Роберта Брюса, поддерживавший его в борьбе за корону Шотландии, позднее — претендент на трон Ирландии. Потерпел поражение и был убит в битве при Фогхарте. Также обладал шотландским титулом графа Каррика.

## Юность
Эдуард Брюс, второй сын Роберта Брюса, 6-го лорда Аннандейла, и Марджори, графини Каррик, был младшим братом Роберта I Брюса, короля Шотландии. Он со своим братом Ньяллом (англ. Найджел) был вторым и третьим сыновьями в семье (сейчас нет ясности, кто был каким по счёту). Дата рождения его также неизвестна, но очевидно что он родился не намного позже рождения Роберта в 1274 году, и был достаточно взрослым, чтобы воевать в 1307 году и чтобы стать независимым командиром несколько позже. Ирландский медиевист Шон Даффи предполагает, что он, будучи ребёнком, возможно воспитывался в Ирландии в семье О’Неиллов из Ольстера, в то время как Арчибальд Дункан предполагает что Эдуард провёл значительное время в семье Биссетов (Bissetts) из Гленн Антрим. Это была обычная шотландская культурная практика, которая свяжет вместе, или по крайней мере объяснит многие события его последующей жизни.

## Участие в освобождении Шотландии
Эдуард сражался вместе с Робертом во время его борьбы за трон Шотландии, в том числе и во время периода изгнания и партизанской войны. В 1308 году его отряды изгнали проанглийских баронов из Галлоуэя, родового графства Брюсов. Братья его Ньялл, Томас и Александр были все схвачены и казнены в это время, но Эдуарду удалось выжить. Он сыграл важную роль во взятии и разрушении английских замков в юго-западной Шотландии, включая замок Рутерглен, который он успешно отбил у англичан в 1313 году, и возглавил поход на Ричмонд. Позднее Эдуард участвовал в осаде замка Стирлинг, но неосмотрительно заключил мирный договор с его губернатором, чем дал англичанам возможность собрать большую армию для снятия осады замка. В битве при Баннокбэрне 23-24 июня 1314 года он командовал шотландским шилтроном. Между 1309 и 1313 годами Эдуарду был пожалован титул графа Каррика, который до этого принадлежал его деду по матери Ньяллу из Каррика, его матери и старшему брату, и король объявил его наследником шотландской короны.

## Отец одного или двоих сыновей
Эдуард женился на Изабель, дочери Джона де Стратбоджи, 9-го графа Атолла, и у них родился сын, Александр де Брюс, который позднее унаследовал графский титул своего отца. Также существует запись о свадьбе Эдуарда с Изабеллой де Росс, датированная после возможной смерти Изабель де Стратбоджи, но нет свидетельств о том, что эта свадьба действительно состоялась. Также есть записи о предполагаемом втором сыне Томасе, который был рождён во втором браке. Но эта свадьба представляется невозможной, так как она произошла как раз в то время, когда Эдуард воевал в Ирландии.

## Ирландский поход
С 1315 по 1318 год вёл боевые действия в Ирландии, заручившись поддержкой части ирландских королей с целью изгнания англичан. Был провозглашён королём Ирландии, которая управлялась бы отдельно от Шотландии. Военная кампания окончилась со смертью Эдуарда и поражения шотландско-ирландского войска в битве при Фогхарте 14 октября 1318 года.

## Наследие
Эдуард Брюс создал ощущение того, что существует крепкое братское чувство между средневековыми шотландцами и ирландцами, и что у них есть один общий враг — Англия. Это было отражено в фильме Мела Гибсона «Храброе сердце», где ирландцы пришли для того, чтобы присоединиться к Уильяму Уоллесу для дальнейшей совместной войны с Англией. В реальной жизни же ирландское ополчение дралось против Уоллеса на стороне англичан. Ирландские хроники, в основном, враждебно отзываются об Эдуарде Брюсе, называя его "разрушителем Ирландии вообще, как английской, так и гэльской".
Эдуард Брюс похоронен на церковном кладбище на холмах Фогхарта в горном проходе Куули, возле Дандолка, в графстве Лаут.